# Iyaz
Кейдран Кенмор Джонс (англ. Keidran Kenmore Jones; род. 15 апреля 1987 года, Тортола, Британские Виргинские Острова), более известный как Iyaz, — британо-виргинский певец и автор песен, ранее подписавший контракт с лейблом Warner Music Group. Он известен своими синглами «Replay», «Solo» и «Pretty Girls». Он выпустил свой дебютный альбом Replay в 2010 году.

## Биография

### 1987—2009: ранние годы и начало карьеры
Кейдран Джонс, известный под сценическим псевдонимом Iyaz, родился в 1987 году в музыкальной семье. Он родился и вырос на Тортоле на Британских Виргинских Островах. Iyaz изучал цифровую запись в Технологическом институте Новой Англии. Он принял участие в записи трека «Island Girls» группы Out Da Box Family, который стал популярным на радио в Карибском бассейне. Шон Кингстон нашёл Iyaz на его странице в Myspace в 2008 году и позже заключил с ним контракт на запись с Time Is Money/Beluga Heights. Кингстон также познакомил его с продюсером и главой Beluga Heights Джонатаном Ротемом.

### 2009—настоящее время: альбомыReplayиAurora
В 2009 году он выпустил песню «Replay», которая заняла 2-е место в чарте Billboard Hot 100 и 1-е место в нескольких странах, включая Великобританию. Его второй сингл «Solo» вышел в феврале 2010 года и занял 32-е место в Hot 100. Он также принял участие в записи благотворительного сингла для Гаити «We Are the World 25 for Haiti». Его дебютный альбом Replay вышел в 2010 году, и он также участвовал в записи сингла Джейка Зайруса «Pyramid». В интервью HitQuarters Ротем рассказал о творческом перфекционизме Iyaz:

«В то время как [так в оригинале] другие могли работать над несколькими песнями в день, он мог сидеть и работать над одной песней несколько дней. Конечный результат, который он получает, обычно представляет собой абсолютную жемчужину, такую искреннюю и настоящую».

Iyaz также появился в четвёртом сезоне «Ханны Монтаны», «Ханны Монтаны навсегда» и записал песню с Майли Сайрус под названием «Gonna Get This», которая вошла в альбом саундтреков «Ханны Монтаны навсегда». В 2011 году Iyaz сыграл свою роль в песне Big Time Rush «If I Ruled the World». Iyaz выпустил песню «Last Forever» с Дэвидом Геттой в качестве продюсера, а также её продолжение «At Last». Iyaz принял участие в записи сингла New Boyz «Break My Bank» и песни Эйкона «My Girl».
Позже Iyaz записал дуэт под названием You’re My Only Shorty с Деми Ловато, который вошёл в третий студийный альбом Ловато Unbroken. Он выпустил песню с Трэви Маккоем под названием Pretty Girls, а позже в том же году появилась песня под названием My Heart Broke. Iyaz выложил на YouTube дуэтную песню «Christmas Time» с участием Sha Sha Jones. Это рождественская песня, которую попросили его бабушка и дедушка.
В 2013 году в сети появилось множество треков, автором которых был Iyaz, в том числе «Da Da Da», «Congrats», «What Is This Feeling» и «Too Sexy».
В 2014 году, после того как годом ранее он покинул свои предыдущие лейблы, Iyaz подписал контракт с новым независимым лос-анджелесским лейблом Rekless Music, который распространяется через Alternative Distribution Alliance и Warner Music Group. Iyaz сделал кавер на песню Криса Брауна «Loyal» под названием «Comin’ for Ya», а через несколько месяцев — ещё один кавер на песню Magic! «Rude», которым он поделился на SoundCloud. В декабре 2014 года Iyaz написал в Twitter, что выпустит сингл под названием «One Million», и опубликовал отрывок из песни на SoundCloud. Iyaz выпустил «One Million» на iTunes в Японии 12 декабря 2014 года. Это был первый сингл с его второго альбома Aurora, выпущенного эксклюзивно в Японии 8 апреля 2015 года.
24 июля 2015 года Iyaz выпустил второй сингл с альбома Aurora под названием «Alive» с участием Нэша Оверстрита из Hot Chelle Rae. Продюсерами выступили Джей Ди «Boy Rekless» Салбего, президент и генеральный директор Rekless Music, нового лейбла Iyaz, и Стюарт Харт. 23 сентября 2015 года на MTV состоялась эксклюзивная премьера официального клипа на песню «Alive».

## Дискография
Студийные альбомы
- Replay (2010)
- Aurora (2015)

Мини-альбомы
- So Big (2010)

## Награды и премии
| Год  | Премиальное шоу              | Номинация                                      | Результат |
| ---- | ---------------------------- | ---------------------------------------------- | --------- |
| 2011 | MTV Video Music Awards Japan | Best Reggae Video — «Replay»                   | Победа    |
| 2011 | BMI Awards                   | 50 Most Performed Songs of the Year — «Replay» | Победа    |